# Ніколя Шамфор
Себастьян-Рош Ніколя де Шамфор (фр. Sébastien-Roch Nicolas de Chamfort; 6 квітня 1740 або 1741 — 13 квітня 1794) — французький філософ-мораліст, письменник.

## Життєпис
Народився у селі поблизу міста Клермон-Ферран в Оверні. Батьків своїх ніколи не знав. Прізвище Шамфор Нікола привласнив собі сам вже дорослою людиною. Виховувала його Тереза Круазе (чи була вона для Нікола родичкою невідомо). Тереза Круазе влаштувала його до паризького колежу Де Грассен, де він навіть отримував стипендію. Після закінчення колежу Шамфор міг зробити духовну кар'єру, але відмовився, заявивши, що надто полюбляє спокій, філософію, жінок та честь.
З самого початку Шамфор мріяв про письменницьку діяльність, але коштів у нього не було. Тому він був змушений працювати репетитором, писати проповіді священикам. У 1761 році він отримує премію Французької академії за вірші на задану тему: «Послання батька синові з нагоди народження онука».
У 1764 році Шамфору вдалося домогтися постановки на сцені Французького театру своєї віршованої комедії «Молода індіанка». Вже у 1769 році Шамфор отримує премію Французької академії за «Схвальне слово Мольєру», а у 1770 році була поставлена його комедія «Смірнський купець». У 1770 році Марсельська академія присудила йому премію за «Похвальне слово Лафонтену». 70-ті роки стають найуспішнішими в діяльності Шамфора. У 1776 році у придворному театрі Фонтенбло була поставлена його комедія «Мустафа і Зеонгір», яка сподобалася королю Людовику XVI та Марії-Антуанетті. Королева надала Шамфору пенсію у 1200 ліврів, а принц Конде — у 2000 ліврів. Після цього Нікола Шамфор півроку служив секретарем у принца Конде. З 1781 його обирають членом Французької академії.
Наприкінці 70-х років Нікола Шамфор деякий час жив у передмісті Парижа — Отейлі, потім у Водулері, маючі достатні матеріальні статки, щоб займатися філософськими вправами. Тут він розробляє свої максими.
З початком Французької революції Шамфор активно включається у революційну діяльність. Він товаришує з одним з лідерів революції графом Мірабо, якобинцями. З 1792 року Шамфор очолював Національну бібліотеку. В той же час виступив проти якобінського терору. В результаті 21 липня 1793 року Шамфора було заарештовано. Його тримали у тюрмі Ле Мадлонетт. Через декілька днів Шамфора відпустили, проте через місяць знову намагалися затримати. Тоді філософ спробував накласти на себе руки, вистріливши в голову з пістолета. Він вижив, а жандарми дали йому спокій. Проте 13 квітня 1794 року Нікола Шамфор помер.
Книга Нікола Шамфора побачила світ завдяки його другові літератору Женгеле, який в архіві Шамфора знайшов теку з роздумами, максимами та думками філософа. Всі вони були систематизовані на надруковані у 1795 році.

## Філософія
Стиль Шамфора — це поєднання традицій Ларошфуко й Лабрюєра із поглядами Руссо. Проте він відкидав ідею Руссо стосовно існування ідеальної «природної людини». Важлива думка твору Шамфора — людина повинна зберігати гідність, не підкорятися тиранії. Саме Нікола Шамфору належить гасло: «Мир хатам, війна палацам».
На думку Шамфора, розум — великий дарунок природи: він не тільки підіймає нас над нашими пристрастями та слабкостями, але й допомагає із вигодою розпорядитися нашими можливостями, талантами та чеснотами.

## Основний філософській твір
- Максими та думки. Афоризми й анекдоти.